# Einsteinova konvence
Einsteinova notace nebo Einsteinova sumační konvence je zjednodušený zápis součtu spočívající v tom, že za určitých okolností je možné vynechat znak sumy a psát jenom sčítané členy. Používá se především v tenzorovém počtu a aplikacích lineární algebry ve fyzice, zejména tam, kde ve vzorcích vystupují souřadnice.
Podle této konvence, jestliže se indexová proměnná v jednom členu objevuje v horní i dolní pozici, znamená to součet přes všechny možné hodnoty indexu. V typických aplikacích se jedná o hodnoty 1, 2, 3 (pro výpočty v Euklidovském prostoru), nebo 0, 1, 2, 3 nebo 1, 2, 3, 4 (pro výpočty v Minkowského prostoru), ale může se jednat o jakýkoliv rozsah, dokonce v některých aplikacích se může jednat o nekonečnou množinu.
V obecné relativitě se řecká abeceda a latinka používají k rozlišení, zda se sčítá přes 1, 2, 3 nebo 0, 1, 2, 3 (obvykle se latinka i, j, … používá pro 1, 2, 3 a řecká abeceda μ, ν, … pro 0, 1, 2, 3). V praxi tomu ale může být i obráceně.
Někdy (jako v obecné relativitě) se požaduje, aby se index jednou vyskytoval jako horní index a jednou jako dolní, v jiných aplikacích se používají jen dolní indexy, např. v tenzorovém počtu nebo v duálním vektorovém prostoru.

## Úvod
V mechanice a inženýrství se často vektor v 3D prostoru popisuje pomocí ortogonálních jednotkových vektorů i, j a k.
{\displaystyle \mathbf {u} =u_{x}\mathbf {i} +u_{y}\mathbf {j} +u_{z}\mathbf {k} }
Jestliže bázové vektory i, j, a k vyjádříme (přejmenujeme) jako e1, e2, a e3, lze vektor vyjádřit pomocí sumace:
{\displaystyle \mathbf {u} =u_{1}\mathbf {e} _{1}+u_{2}\mathbf {e} _{2}+u_{3}\mathbf {e} _{3}=\sum _{i=1}^{3}u_{i}\mathbf {e} _{i}}
V Einsteinově notaci, pokud se nějaký index v rovnici opakuje dvakrát, implikuje to sumaci, a sumační symbol je možné vynechat.
Tato notace umožňuje zestručnit algebraickou reprezentaci vektorových a tenzorových rovnic. Například
{\displaystyle \mathbf {u} \cdot \mathbf {v} =\sum _{i=1}^{3}u_{i}\mathbf {e} _{i}\cdot \sum _{j=1}^{3}v_{j}\mathbf {e} _{j}=u_{i}\mathbf {e} _{i}\cdot v_{j}\mathbf {e} _{j}}
nebo ekvivalentně:
{\displaystyle \mathbf {u} \cdot \mathbf {v} =\sum _{i=1}^{3}\sum _{j=1}^{3}u_{i}v_{j}(\mathbf {e} _{i}\cdot \mathbf {e} _{j})=u_{i}v_{j}(\mathbf {e} _{i}\cdot \mathbf {e} _{j})}
kde
{\displaystyle \mathbf {e} _{i}\cdot \mathbf {e} _{j}=\delta _{ij}}
a {\displaystyle \ \delta _{ij}} je Kroneckerovo delta, které je rovno 1 když i = j, a 0 jindy. Logicky vyplývá, že jedno j v rovnici může být převedeno na i, nebo jedno i může být převedeno na j. Pak
{\displaystyle \mathbf {u} \cdot \mathbf {v} =u_{i}v_{j}\delta _{ij}=u_{i}v_{i}=u_{j}v_{j}}
Pro vektorový součin,
{\displaystyle \mathbf {u} \times \mathbf {v} =\sum _{j=1}^{3}u_{j}\mathbf {e} _{j}\times \sum _{k=1}^{3}v_{k}\mathbf {e} _{k}=u_{j}\mathbf {e} _{j}\times v_{k}\mathbf {e} _{k}=u_{j}v_{k}(\mathbf {e} _{j}\times \mathbf {e} _{k})=\varepsilon _{ijk}\mathbf {e} _{i}u_{j}v_{k}}
kde {\displaystyle \mathbf {e} _{j}\times \mathbf {e} _{k}=\varepsilon _{ijk}\mathbf {e} _{i}} a {\displaystyle \ \varepsilon _{ijk}} Levi-Civitův symbol definovaný takto:
{\displaystyle \varepsilon _{ijk}=\left\{{\begin{matrix}+1&{\mbox{pokud }}(i,j,k){\mbox{ je }}(1,2,3),(2,3,1){\mbox{ nebo }}(3,1,2)\\-1&{\mbox{pokud }}(i,j,k){\mbox{ je }}(3,2,1),(1,3,2){\mbox{ nebo }}(2,1,3)\\0&{\mbox{jinak: }}i=j{\mbox{ nebo }}j=k{\mbox{ nebo }}k=i\end{matrix}}\right.}
což nahrazuje
{\displaystyle \mathbf {u} \times \mathbf {v} =(u_{2}v_{3}-u_{3}v_{2})\mathbf {e} _{1}+(u_{3}v_{1}-u_{1}v_{3})\mathbf {e} _{2}+(u_{1}v_{2}-u_{2}v_{1})\mathbf {e} _{3}}
z
{\displaystyle \mathbf {u} \times \mathbf {v} =\varepsilon _{ijk}\mathbf {e} _{i}u_{j}v_{k}=\sum _{i=1}^{3}\sum _{j=1}^{3}\sum _{k=1}^{3}\varepsilon _{ijk}\mathbf {e} _{i}u_{j}v_{k}}.
Pokud označíme {\displaystyle \mathbf {w} =\mathbf {u} \times \mathbf {v} }, pak můžeme psát {\displaystyle \mathbf {w} =\varepsilon _{ijk}\mathbf {e} _{i}u_{j}v_{k}} a též pro jednotlivé složky {\displaystyle \ w_{i}=\varepsilon _{ijk}u_{j}v_{k}}. V posledním zápisu se index i objevuje pouze jednou na obou stranách rovnice, a proto se v tomto případě nejedná o součet, ale spíše o systém rovnic:
{\displaystyle {\begin{matrix}w_{1}=\varepsilon _{1jk}u_{j}v_{k}\\w_{2}=\varepsilon _{2jk}u_{j}v_{k}\\w_{3}=\varepsilon _{3jk}u_{j}v_{k}\end{matrix}}}
Alternativně lze vektorový součin vyjádřit jako
{\displaystyle \mathbf {u} \times \mathbf {v} =\mathbf {u} \cdot \varepsilon \cdot \mathbf {v} }
kde {\displaystyle \varepsilon } je tenzorový zápis Levi-Civitova symbolu. Tota notace ale nepochází od Einsteina.

## Abstraktní definice
Uvažujme vektorový prostor V  s konečnou dimenzí n a určitou bázi V. Bázové vektory můžeme psát jako e1, e2, …, en. Pak jestliže v je vektor v prostoru V, má vzhledem k bázi souřadnice v1, …, vn.
Základní pravidlo:
v = vi ei.
V tomto příkladu se předpokládalo, že výraz na pravé straně byl sečten přes i  s hodnotami 1 až n, protože index i se neobjevuje na obou stranách výrazu. (Nebo, použijeme-li Einsteinovu konvenci, protože se index i  objevil dvakrát.)
Index i se také označuje jako nepravý index protože výsledek na něm nezávisí; tudíž můžeme také například psát :
v = vj ej.
Index, přes který se nesčítá, je volný index a může se vyskytnout v každém členu rovnice nebo výrazu.
Tam, kde se index musí objevit jednou jako dolní index a jednou jako horní index, si základní vektor ei ponechá dolní index, ale souřadnice budou vi s horním indexem.
Pak základní pravidlo je:
v = vi ei.
Hodnota Einsteinovy konvence je také v tom, že se aplikuje k dalším vektorovým prostorům vystavěných z V  použitím tenzorového součinu a duality. Například {\displaystyle V\otimes V}, tenzorový součin V  se sebou samým, má bázi skládající se z tenzorů tvaru {\displaystyle \mathbf {e} _{ij}=\mathbf {e} _{i}\otimes \mathbf {e} _{j}}. Libovolný tenzor T v {\displaystyle V\otimes V} lze psát jako:
{\displaystyle \mathbf {T} =T^{ij}\mathbf {e} _{ij}}.
V*, duální prostor k V, má bázi e1, e2, …, en která splňuje pravidlo
{\displaystyle \mathbf {e} ^{i}(\mathbf {e} _{j})=\delta _{i}^{j}}.
Zde δ je Kroneckerovo delta, tak {\displaystyle \delta _{i}^{j}} je 1 jestliže i =j  a 0 v ostatních případech.

## Příklady
Einsteinova sumace se stane jasnější s pomocí několika jednoduchých příkladů. Uvažujme čtyřrozměrný časoprostor, s indexy od 0 do 3 :
{\displaystyle a^{\mu }b_{\mu }=a^{0}b_{0}+a^{1}b_{1}+a^{2}b_{2}+a^{3}b_{3}}
{\displaystyle a^{\mu \nu }b_{\mu }=a^{0\nu }b_{0}+a^{1\nu }b_{1}+a^{2\nu }b_{2}+a^{3\nu }b_{3}.}
Výše uvedený příklad je jedno ze zúžení, obecné tenzorové operace. Tenzor {\displaystyle a^{\mu \nu }b_{\alpha }} přejde do nového tenzoru sumací přes první horní a dolní index. Typicky je výsledný tenzor přejmenován pomocí odstranění zužovacích indexů :
{\displaystyle s^{\nu }=a^{\mu \nu }b_{\mu }.}
Podobný příklad - uvažujme skalární součin dvou vektorů a a b. Skalární součin je definován jednoduše jako suma přes indexy a a b:
{\displaystyle \mathbf {a} \cdot \mathbf {b} =a_{\alpha }b^{\alpha }=a^{0}b_{0}+a^{1}b_{1}+a^{2}b_{2}+a^{3}b_{3},}